# Primicimex cavernis
Primicimex cavernis är en insektsart som beskrevs av Barber 1941. Primicimex cavernis ingår i släktet Primicimex och familjen vägglöss. Inga underarter finns listade i Catalogue of Life.